# Trinidad (Kuba)
Trinidad je grad u središnjoj kubanskoj pokrajini Sancti Spíritus. Grad je smješten u podnožju gorja Escambray i blizu obale Karipskog mora. 
Trinidad je bio središte proizvodnje šećera od kasnog 18. do konca 19. soljeća. On je jedan od najsačuvanijih karipskih gradova iz vremena proizvodnje i trgovine šećerom. Zbog toga je 1988. godine Trinidad, zajedno s obližnjom dolinom Valle de los Ingenios upisan na UNESCO-ov popis mjesta svjetske baštine u Sjevernoj Americi.

## Povijest
Trinidad je osnovao španjolski konkvistador Diego Velázquez de Cuéllar 23. prosinca 1514. godine kao Villa De la Santísima Trinidad („Naselje Presvetog Trojstva”). Kao jedan od prvoosnovanih američkih gradova služio je kao postaja u španjolskom kolonijalnom širenju američkim kontinentom. Iz njega je svoju ekspediciju započeo Francisco Hernández de Córdoba 1517., te Hernan Cortez 1518. godine. Koncem 16. stoljeća grad je postao gospodarsko središte, uglavnom zahvaljujući svom povoljnom položaju između mora i planina.
Bogati baskijski veleposjednik iz južne Kube, Francisco Iznaga, je izabran za gradonačelnika 1540. godine. On je ustanovio moćnu obitelj koja se smjestila na svojoj plantaži u blizini grada i vladala bogatim područjem u kojemu se proizvodio šećer na brojnim šećeranama uz pomoć robovskog rada. Kasnije su se njegovi potomci borili u ratu za neovisnost Kube i pripajanju SAD-u, od 1820ih do 20. stoljeća.
Do 1796. godine Trinidad je bio treći po veličini grad na Kubi i u njemu je imenovan guverner. Kuba je tijekom 18. i 19. stoljeća postala najveći proizvođač šećera na svijetu, što je dovelo do bogaćenja Trinidada. Kako bi šećer bio što svježiji i podnosio dulja putovanja, koncem 1880-ih je od Trinidada do obalnog mjesta Casilda položena 6 km duga željeznička pruga.
Nakon Rata za neovisnost Kube koncem 19. stoljeća dominacija ovog područja u proizvodnji šećera je opala i mnoge šećerane su napuštene ili srušene, a Trinidad je izgubio na važnosti i nije promijenjen industrijalizacijom. Tako je sačuvano njegovo povijesno središte grada koje je danas zaslužno za sve jaču gospodarsku granu grada, turizam.

## Znamenitosti
Urbani izgled Trinidad datira većim dijelom iz prva dva stoljeća njegova postojanja. Kamene zgrade su bile rijetkost prije razdoblja velike šećerne industrije, a danas grad duguje svoj šarm svojim zgradama iz 18. i 19. stoljeća.
Sve ulice u gradu vode do glavnog trga (Plaza Mayor), na kojem su dvije velike povijesne građevine, nasuprot zvonika Samostana sv. Franje (Convento de San Francisco). Palacio Brunet na uglu između crkve i Calle Bolávar datira iz 18. stoljeća i predstavlja najizvorniju sliku zlatno doba grada, dok je neoklasicistička Palacio Cantero danas općinski muzej.
Drugdje unutar ovog homogenog grada, su javne građevine, izgrađene između 1824. i 1857., lako prepoznatljive po svojoj veličini i kvaliteti. Karakteristika grada je i domaća arhitektura prizemnih kuća čije verande imaju široke tende i, ponekad, drvene balkone istaknute raznobojnim zidovima u pozadini, te s okvirima vrata i prozorima često u kontrastnoj boji.
Središnji park se sastoji od četiri mala vrta odvojena bijelo obojenom ogradom od lijevanog željeza, koja je podijeljena s dvije okomite šetnice. One su usmjerene na dvije brončane statue hrtova, i krašene su fontanama s početka 19. stoljeća. U središtu je kip Terpsihore, muza plesa.
U planinama iznad grada se nalazi i rezervat prirode Topes de Collantes, jedno od vodećih mjesta na Kubi za ekoturizam. S druge strane, na obližnjoj obali se nalazi nekoliko turističkih atrakcija kao što je zaljev Casilda i plaža Ancon.
- Tipična kolonijalna ulica
- Popločana ulica
- Toranj sv. Franje
- Trinidad prije oluje
- Središnji gradski park

## Vanjske poveznice
- mycubavisit.com  Arhivirana inačica izvorne stranice od 28. travnja 2020. (Wayback Machine), Online travel guide to Trinidad
- fotopedia.com  Arhivirana inačica izvorne stranice od 29. kolovoza 2017. (Wayback Machine), Selected photos of Trinidad
- opengalleries.org  Arhivirana inačica izvorne stranice od 19. veljače 2011. (Wayback Machine), Photos of Trinidad

### Ostali projekti
|  | Zajednički poslužitelj ima još gradiva o temi Trinidad (Cuba) |